# 明和県央高等学校
明和県央高等学校（めいわけんおうこうとうがっこう）は、群馬県高崎市金古町に所在する私立高等学校。

## 概要
学校法人平方学園の創立50周年を記念して1983年（昭和58年）に開校。以前は姉妹校として明和高等学校→創世中等教育学校があったものの、同校の募集停止→休校に伴い実質的には平方学園唯一の高等学校となっている。全日制の高校としては珍しく学校給食がある。また、県内の高校で唯一の射撃部が存在する。
校名の「明和県央」は、地元金古町出身の福田赳夫元首相の命名による。「明和」とあるが、同県内の明和町とは特に関係がない。

## 設置学科
普通科
- 特別進学コース[6]
- 進学コース[7]
- 競技スポーツコース[8]
- N進学コース[9][注 2]（2022年（令和4年）4月から）

## 部活動
ラグビー部は全国大会（花園）に8度出場している（ベスト16は2度）。2021年には全国選抜に初出場。
男子バレー部は旧・春高バレーに2度、現・春高バレーに1度出場している。

### 運動部
以下の運動部一覧は公式サイトより
- 野球部
- バレー部
- 硬式テニス部
- 水泳部
- サッカー部
- 柔道部
- バスケットボール部
- 射撃部
- 陸上部
- 剣道部
- 卓球部
- ラグビー部
- 弓道部
- 相撲部
- ダンス部

### 文化部
以下の文化部一覧は公式サイトより
- 演劇部
- 吹奏楽部
- 歴史研究部
- クオリティオブライフ部
- 茶道部
- 美術部
- 自然科学部
- 華道部
- 箏曲部
- 文芸部
- パソコン部
- E.S.S.部
- L.H.C部
- 書道同好会

## 制服
紺のボタンのブレザー、グレーのスラックス・スカート、紺のストライプのネクタイ・パータイ。夏服はニットシャツがあり、スラックスはブルーのラインをアクセントにしたストライプ・スカートはサックスのアクセントカラーのチェック柄。
　

## 通学方法
学校と各駅を結ぶスクールバスがある（有料定期券制）。前橋駅、新前橋駅、高崎駅、渋川駅より、いずれも直通。
最寄り駅はJR上越線 群馬総社駅。

## 著名な出身者
- 三浦弘行（第7期）[13] - 将棋棋士、福田赳夫の従姪孫
- 川田涼 - ラグビー選手
- 高橋拓朗 - ラグビー選手
- 萩原寿哉 - ラグビー選手
- 小池一宏 - ラグビー選手
- 高悠也 - ラグビー選手
- 竹澤正祥 - ラグビー選手
- 齊藤拓也 - ラグビー選手